# آلن هیلز ۸۴۰۰۱

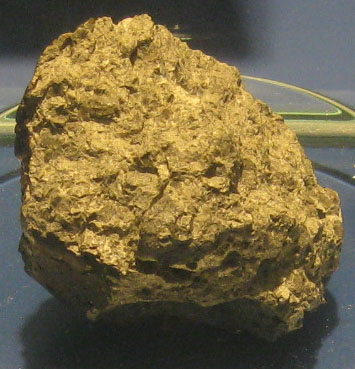
آلن هیلز ۸۴۰۰۱ در موزه تاریخ طبیعی اسمیتسونیان به نمایش گذاشته شده است

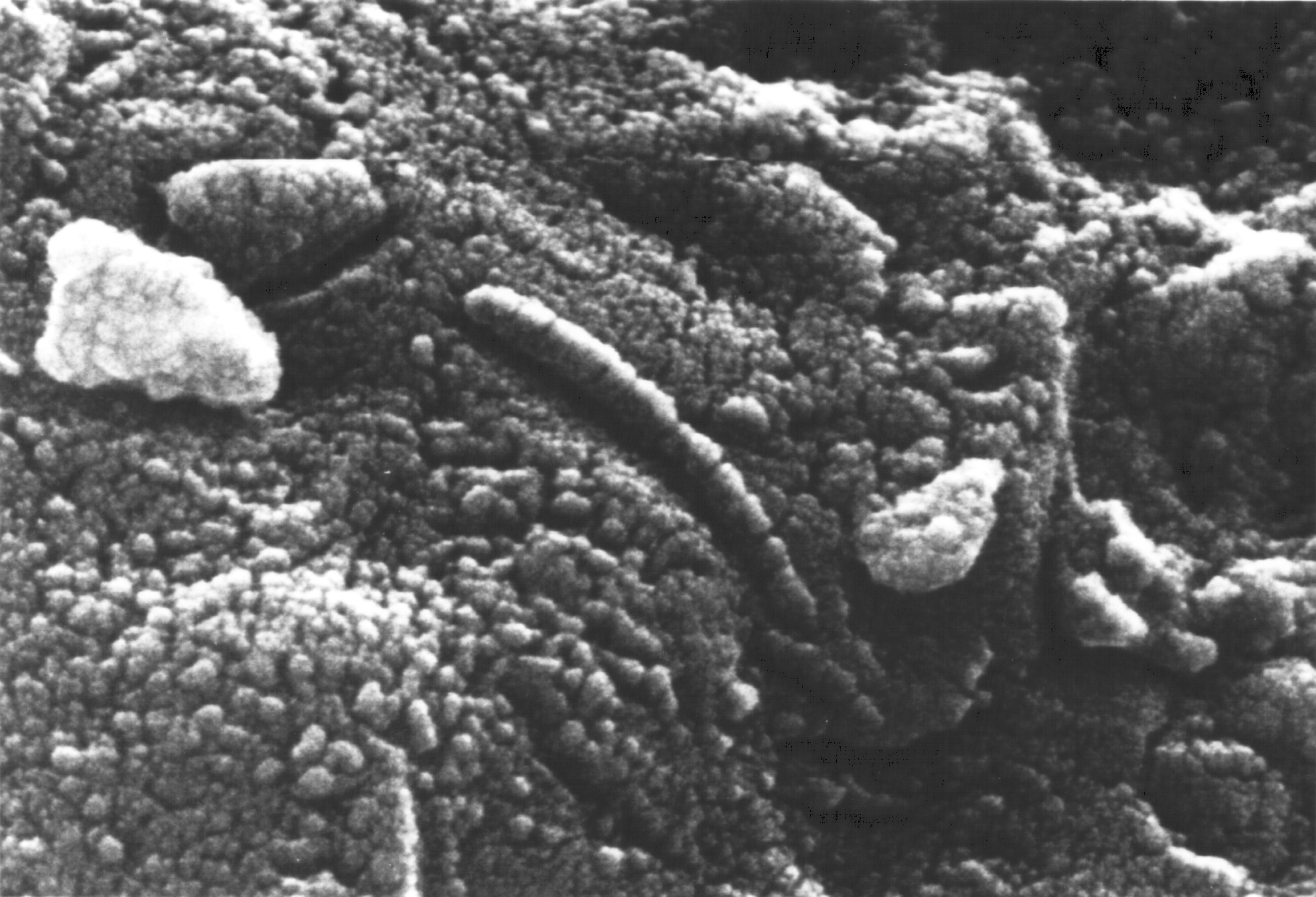
ساختار میکروسکپی شهاب‌سنگ آلن هیلز ۸۴۰۰۱

آلن هیلز ۸۴۰۰۱ (به انگلیسی: ALH84001) شهاب‌سنگی است که با داشتن ۴٫۰۹۱ میلیارد سال یکی از کهن‌سال‌ترین نمونه‌هایی است که تا کنون در سامانهٔ خورشیدی پیدا شده است.
این شهاب‌سنگ را یک گروه شهاب‌سنگ یاب در ۲۷ ماه دسامبر سال ۱۹۸۴ میلادی در ناحیه‌ای به همین نام در مناطق قطبی جنوبگان پیدا کرد.
برابر با گروه‌بندی‌های موجود آلن هیلز ۸۴۰۰۱ از آن دسته از شهاب‌سنگ‌هائی است که بنا بر گمان کنونی به صورتی از سیارهٔ مریخ جدا شده‌اند. بر اساس گمانه زنی‌های پذیرفتنی، این سنگ ۱۷ میلیون سال پیش از سیارهٔ مریخ جدا شده و ۱۳٫۰۰۰ سال پیش به زمین رسیده است.
در سپتامبر ۲۰۰۵ میلادی پژوهشگران دانشگاه هاوایی در مانوا بر پایهٔ داده‌های ماهوارهٔ نقشه‌بردار سراسر مریخ و نیز یافته‌های فضاپیمای رباتیک ادسی مریخ ۲۰۰۱ به این نتیجه رسیدند که آلن هیلز ۸۴۰۰۱ می‌تواند از سنگ‌های نزدیک به دره‌وار مارینر؛ که در گذشته در زیرآب بوده، باشد. در آن دوره از زمان مریخ؛ با داشتن هواکره و فشار جوی مناسب، می‌توانست آب را به صورت مایع در سطح خود نگاه دارد.
بنا بر تئوری، برخورد شهاب‌سنگ بزرگی سبب پیدایش دره‌وار گسترده مارینر در را سبب شده و پاره‌هائی از پیکر مریخ را در فضا پراکنده است. بر پایهٔ این دانسته‌ها آلن هیلز ۸۴۰۰۱ می‌تواند در ساختار خود نشانه‌هائی از زیست فرازمینی؛ شاید به صورت میکروسکپی، داشته باشد. با کمک میکروسکوپ الکترونی روبشی و تاریخ‌گذاری پتاسیم و آرگون و تاریخ‌گذاری رادیوکربن پژوهشگران می‌کوشند پاسخ این پرسش را بیابند.

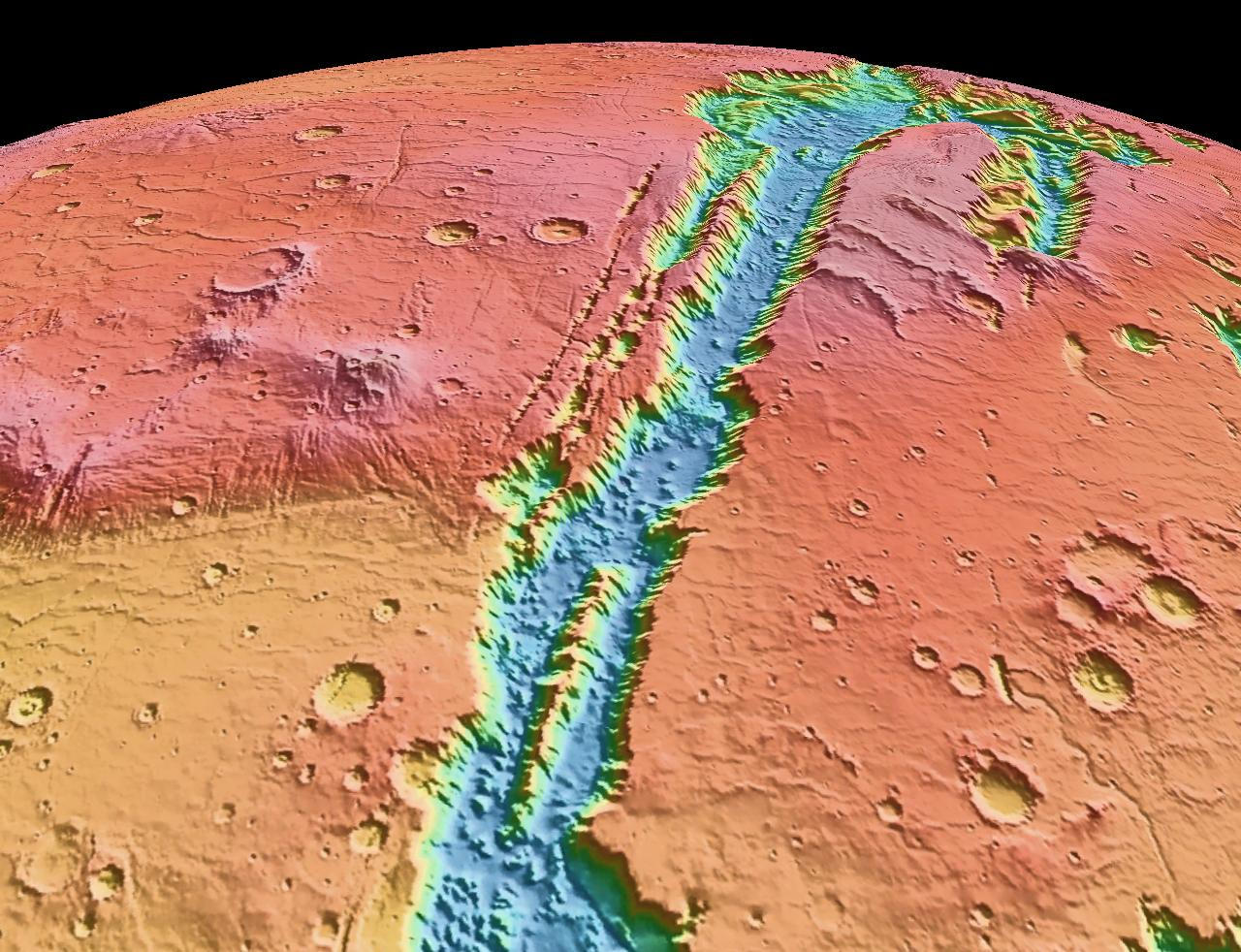
خراش ژرف دره‌وار مارینر بر چهرهٔ مریخ به درازای ۴۰۰۰ کیلومتر و پهنای ۲۰۰ کیلومتر و ژرفای ۷ کیلومتر

این شهاب‌سنگ که ۱۹۳۰ گرم وزن دارد و به باور کارشناسان از تبلور سنگ‌های گداخته ساخته شده تنها نمونه از مریخ مرطوب است. در سال ۲۰۱۱ گزارش شد که بررسی‌های ایزوتوپی نشان داده که کربنات‌های آلن هیلز ۸۴۰۰۱ در دمای ۱۸درجه رسوب یافته‌اند.